# アドラー (自動車メーカー)

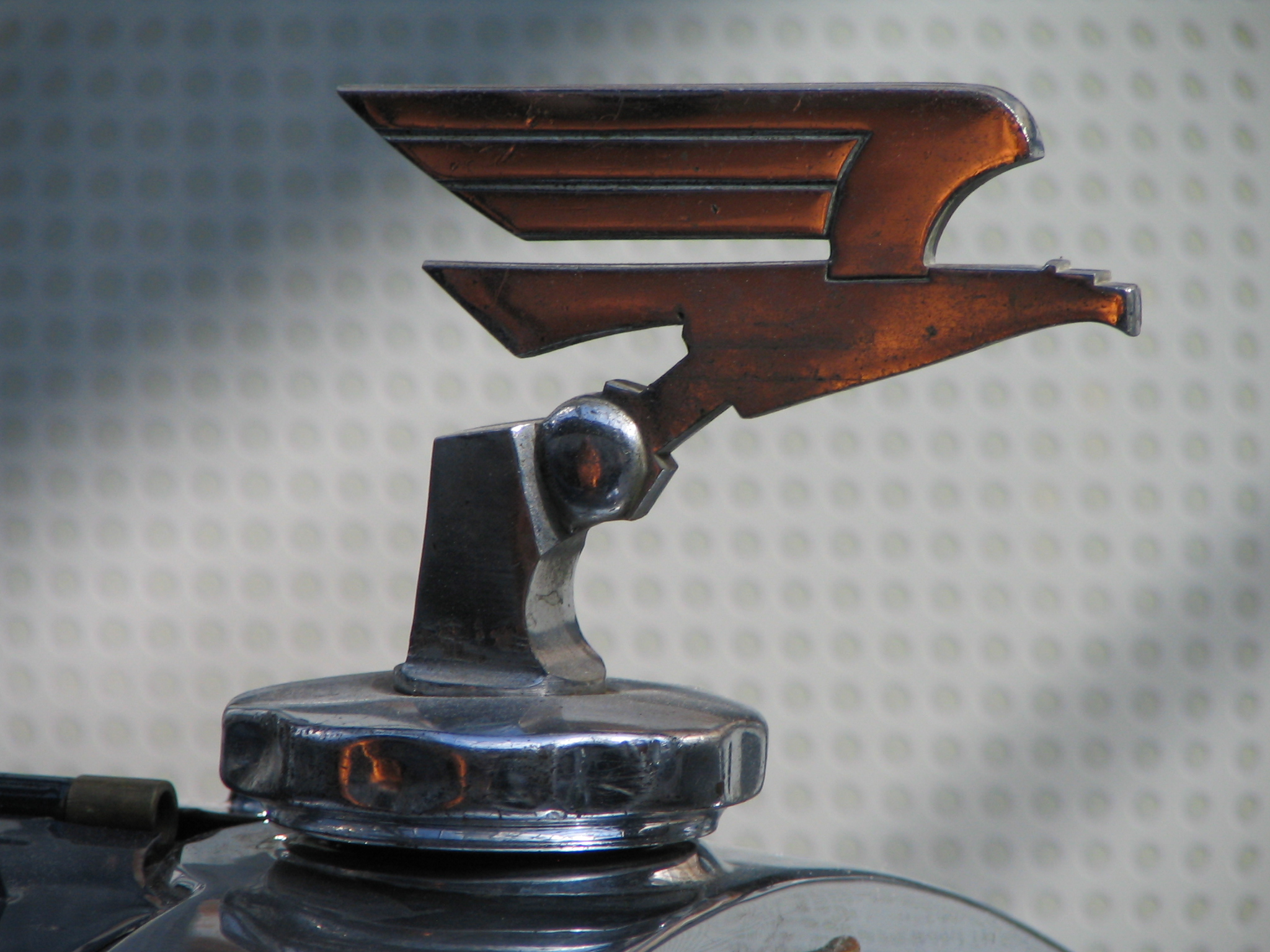
アドラーのフードクレストマーク

アドラー（Adler）は1900年から1957年までドイツに存在していた自動車とオートバイのメーカーおよびブランドである。社名の「アドラー」とは、ドイツ語で鷲を意味する。他に自転車やタイプライターなども製造していた。

## 歴史
第一次世界大戦以前、アドラーはド・ディオン＝ブートン 製の2気筒または4気筒エンジンを搭載した、排気量1,032ccから9,081ccまでの自動車をラインナップしていた。
1902年からはエドムント・ルンプラー が技術部門の責任者に就任し、エンジンの自社開発を開始する。これらアドラー製エンジンを積むモデルは、創設者ハインリヒ・クライヤー（Heinrich Kleyer）の二人の息子であるエルヴィンとオットー、そしてアルフレッド・シーヴス（Alfred Theves）の操縦により多くの自動車レースで勝利を収めた。

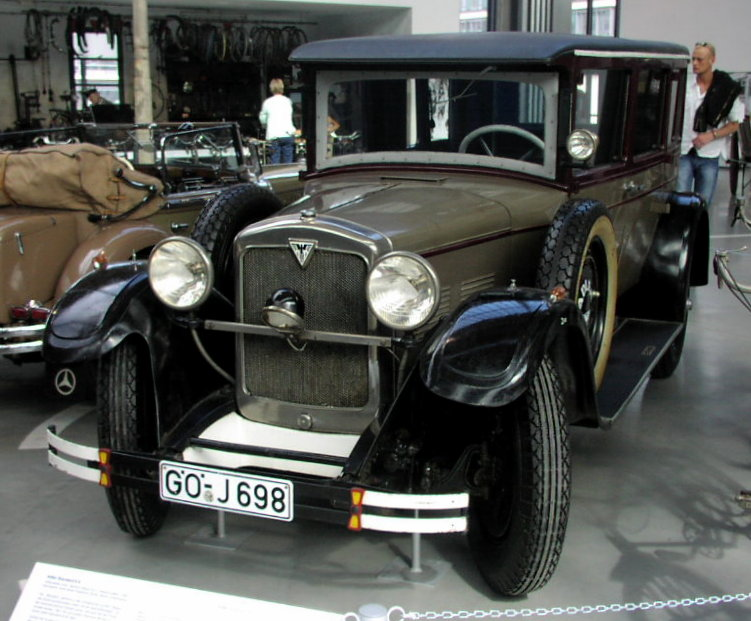
スタンダード6

1900年からはオートバイの製造も始めており、自動車と同様に最初はド・ディオン製エンジンだったが、のちに自社製単気筒エンジンとV型2気筒エンジンを装備するようになった。しかし、自動車の売れ行きが好調だったため、1907年にはオートバイの生産を中止して自動車の生産に集中するようになった。
1920年代にはカール・イリオン（Karl Irion）の操縦により、アドラーはレースで活躍した。この時期の人気モデルは1,550cc、2,298cc、4,700ccの4気筒モデルと、2,580ccの6気筒モデルだった。1927年から1934年まで生産された「スタンダード」シリーズ（Adler Standard）は、バウハウスを創設した当時の進歩的建築家ヴァルター・グロピウスがデザインした、機能主義的で端整なボディが特徴である。スタンダードには2,916ccの6気筒モデル（スタンダード6）と3,887ccの8気筒モデル（スタンダード8）があり、ヨーロッパ車として初めて油圧ブレーキを採用した自動車でもあった。1927年から1929年にかけて、女性カーレーサーのクレレノーレ・シュティネスがスタンダード6で世界一周を成し遂げた。
1930年12月、アドラーはモトールクリティーク誌（en:Motor-Kritik）の編集長でエンジニアでもあり、自動車デザイナーとして知られるオーストリア出身のヨーゼフ・ガンツ を顧問エンジニアとして迎えた。1931年の1月にガンツはチューブフレームのシャーシにエンジンをミッドシップ・マウントし、後輪にスイングアクスル式の独立懸架サスペンションを持つ車の開発を開始する。これは大衆車として設計され、5月にはプロトタイプが完成。「マイケーファー」（Maikäfer 、コガネムシの一種のこと）と呼ばれた。しかし会社の体制変更によってハンス・グスタフ・レーア（Hans Gustav Röhr）が技術部門の責任者となるとマイケーファーの開発は中止され、アドラーは前輪駆動車の開発に集中するようになった。
1930年代には前輪駆動のトルンプ（Adler Trumpf）とトルンプ・ユニオール（Adler Trumpf Junior）を製造した。このシリーズは995ccから1,645ccまでの4気筒SVエンジンを搭載し、ル・マン24時間などのレースにも出場して多くの成功を収めた。他にも1943ccのファヴォリート（Adler Favorit )、6気筒2,916ccで65馬力/3800rpmのディプロマート（Diplomat )、4気筒1,910ccと6気筒2494ccのエンジンをアンビ＝バッド（現在のバッド社）とカルマンが製作したボディに載せたモデルなど（これらは全て後輪駆動）があった。これらは第二次世界大戦が勃発するまで生産されていた。
1937年には、アドラー・2.5リッターを世に出す。このモデルは58馬力の6気筒エンジンを搭載し、パウル・ヤーライがデザインした流線型ボディも相まって最高速度125km/hを誇った。
翌1938年には中型車アドラー・2リッターが登場。既存のエンジンやメカニズムを使った平凡な車であったが、しかしこれはアドラー最後の民生用四輪自動車となる。
第二次世界大戦直後、ドイツでは自動車やオートバイの製造が厳しく制限される。アドラーは1949年の制限緩和を機に40年ぶりにオートバイ製造を再開すると、その後8年間に渡ってオートバイを製造した。この間、主力モデルのMB250Sをはじめとして2ストロークエンジンの中小排気量モデルを生産していた。
また、連合国への戦争賠償の一環として、オートバイ設計部門の一部はイギリス・BSAグループのものとなる。同グループ傘下のアリエルによってその設計技術が利用され、2ストローク2気筒250ccのアリエル・リーダーとアリエル・アローが登場する。アドラー自身が造るオートバイも2ストロークモデルの見本として高い評価を得ていたが、1950年代後半にオートバイ業界全体の不景気が深刻になり、アドラーは事業の中心を徐々にオフィス機器の製造にシフトさせていった。
アドラーはトライアンフと提携してトライアンフ・アドラー（Trumpf-Adler）を生産したが販売不振が続き、ついにオートバイの生産中止に至る。1957年に大手家電機器メーカーのグルンディッヒに買収され事務機器専業となり、その後オリベッティに売却された。
アドラーの名前を持つ自動車やオートバイは消滅したが、アドラーが日本やイギリスのオートバイメーカーに与えた影響は大きく、スズキやヤマハが初期に製作した2ストローク2気筒エンジンはアドラーのそれを手本のひとつとしている。

## ギャラリー

### 4輪車

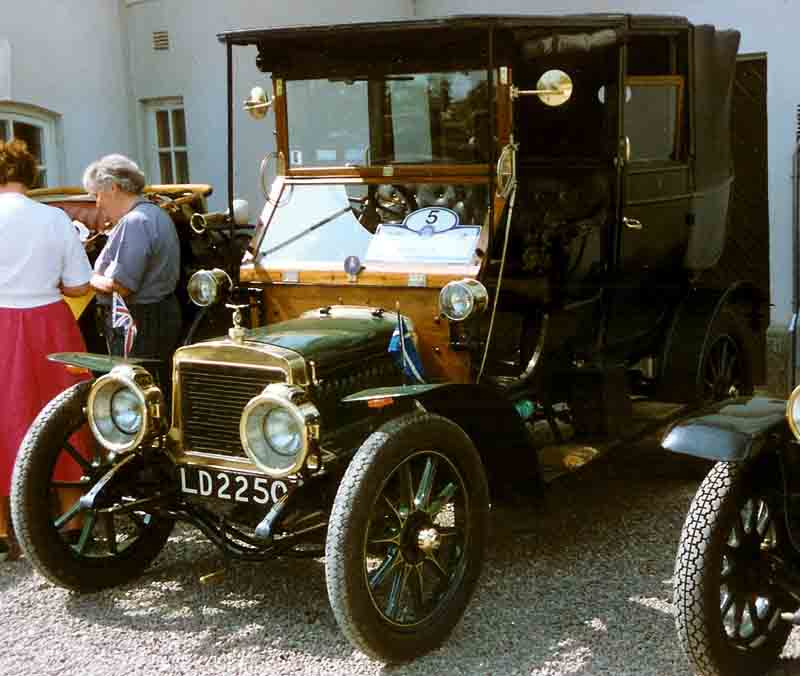
1909年型
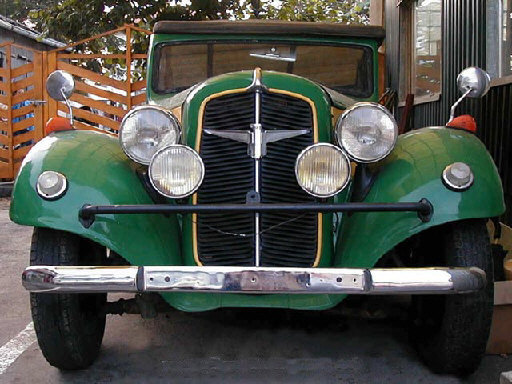
トルンプ・ユニオール
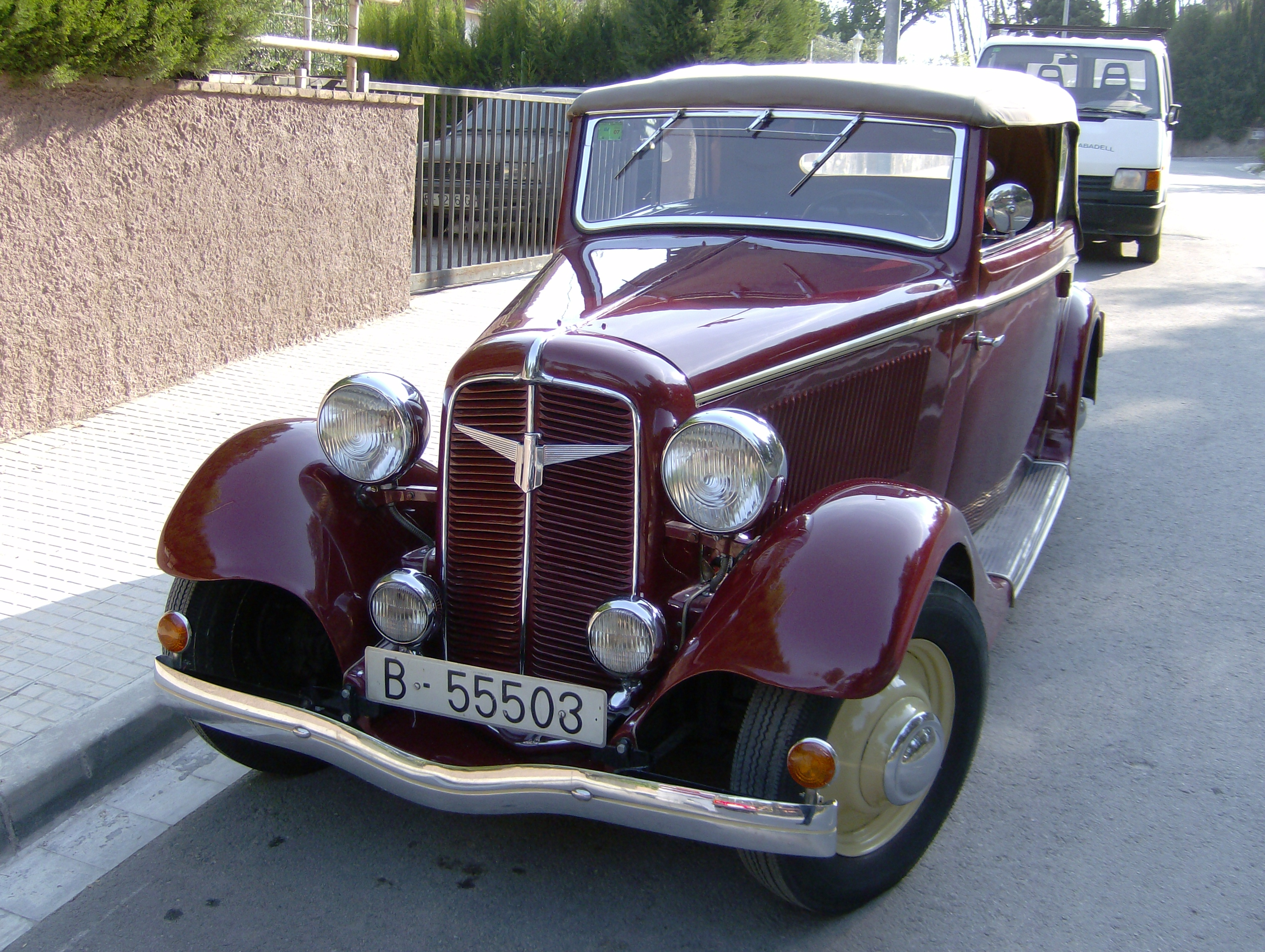
1934年型トルンプ 1.7リッター
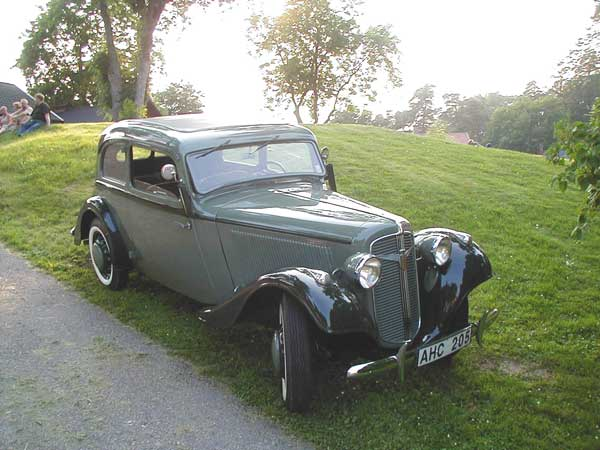
1939年型トルンプ・ユニオール
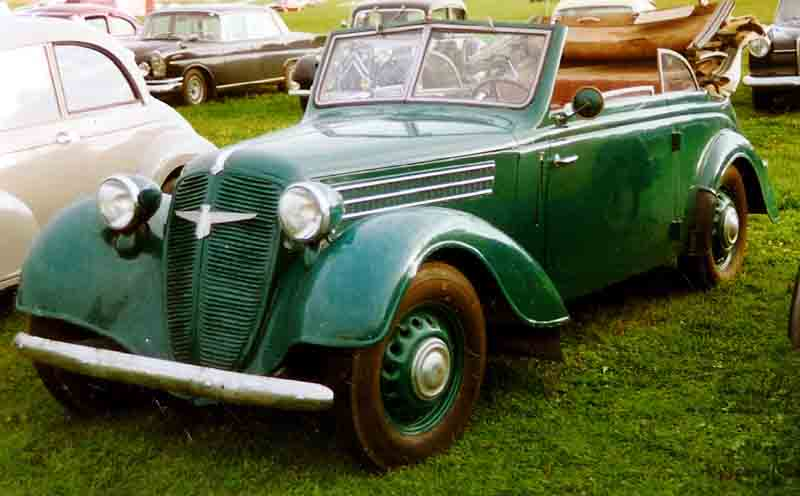
1939年型2リッター
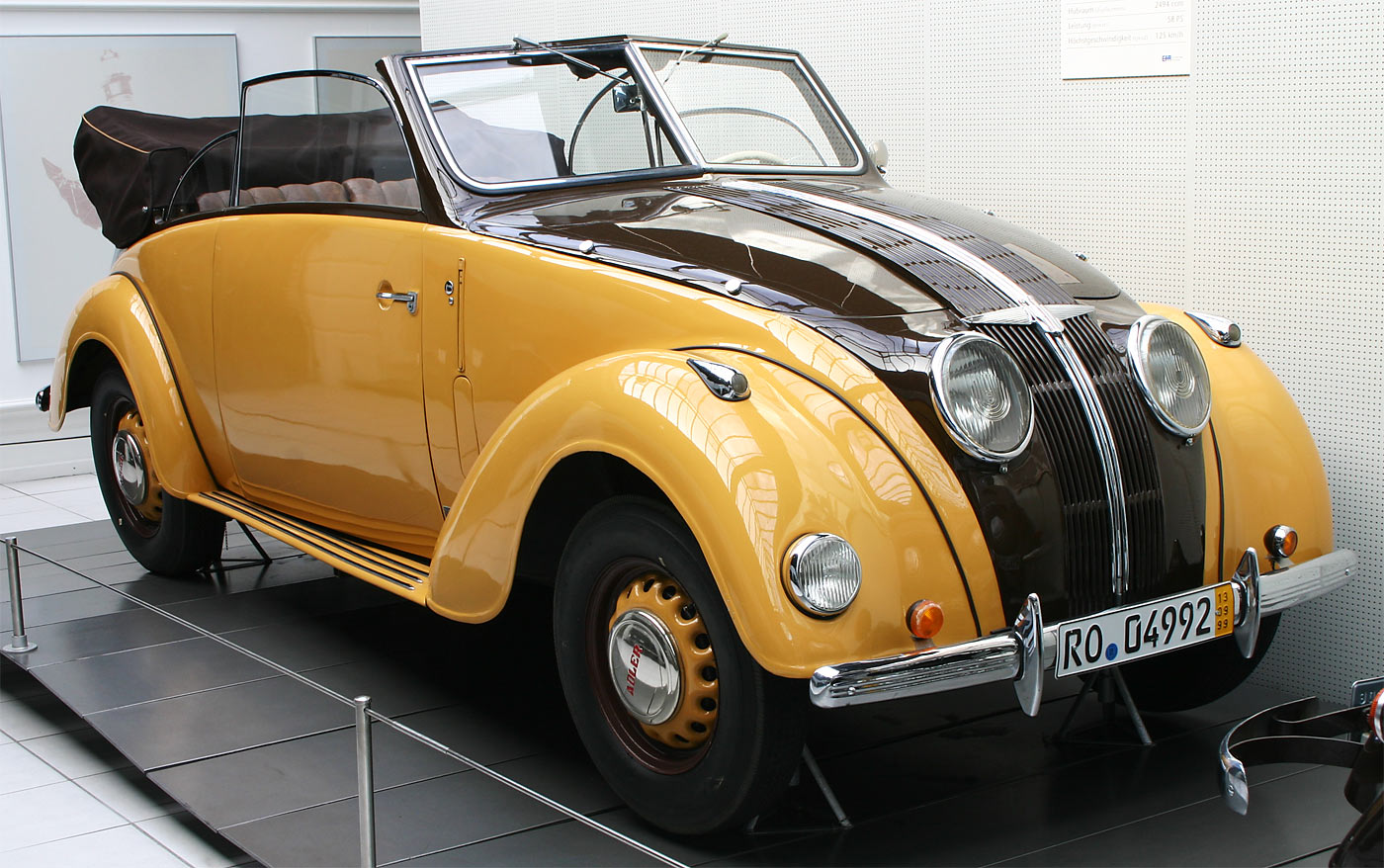
2.5リッター・カブリオレ
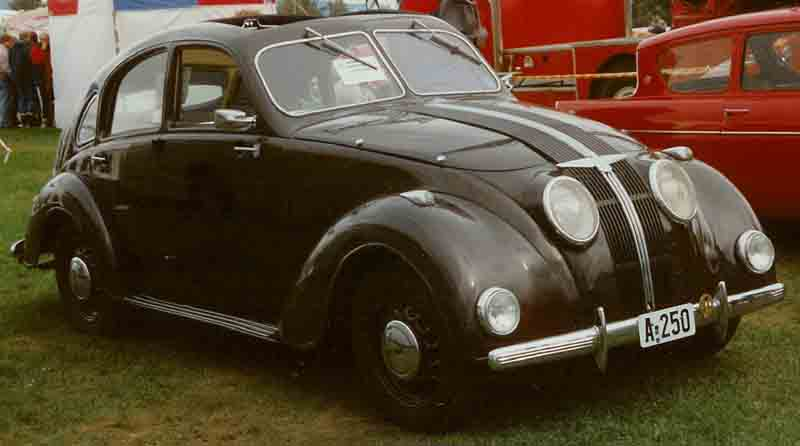
2.5リッター・セダン
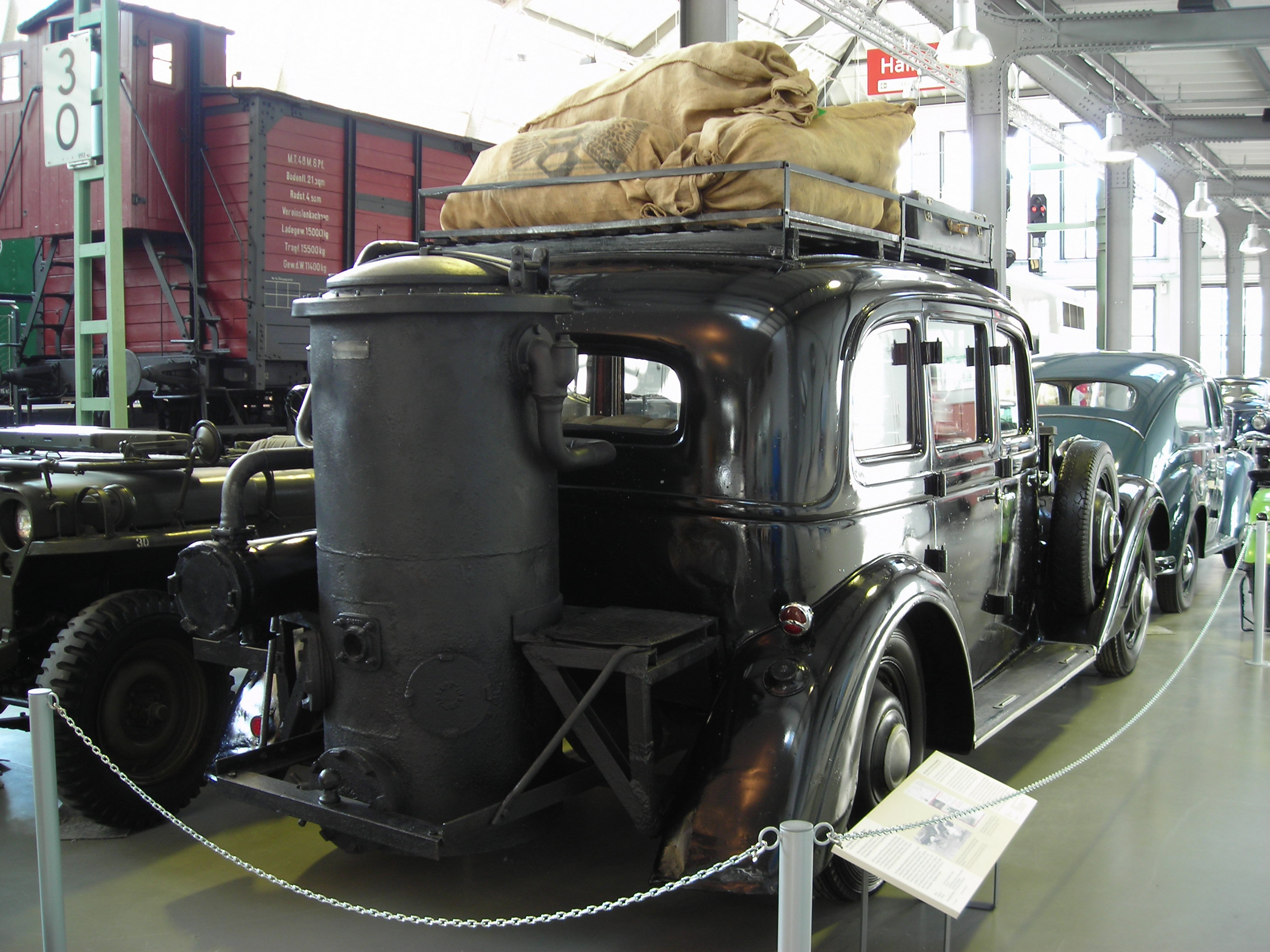
木炭自動車に改造されたディプロマート

### 2輪車

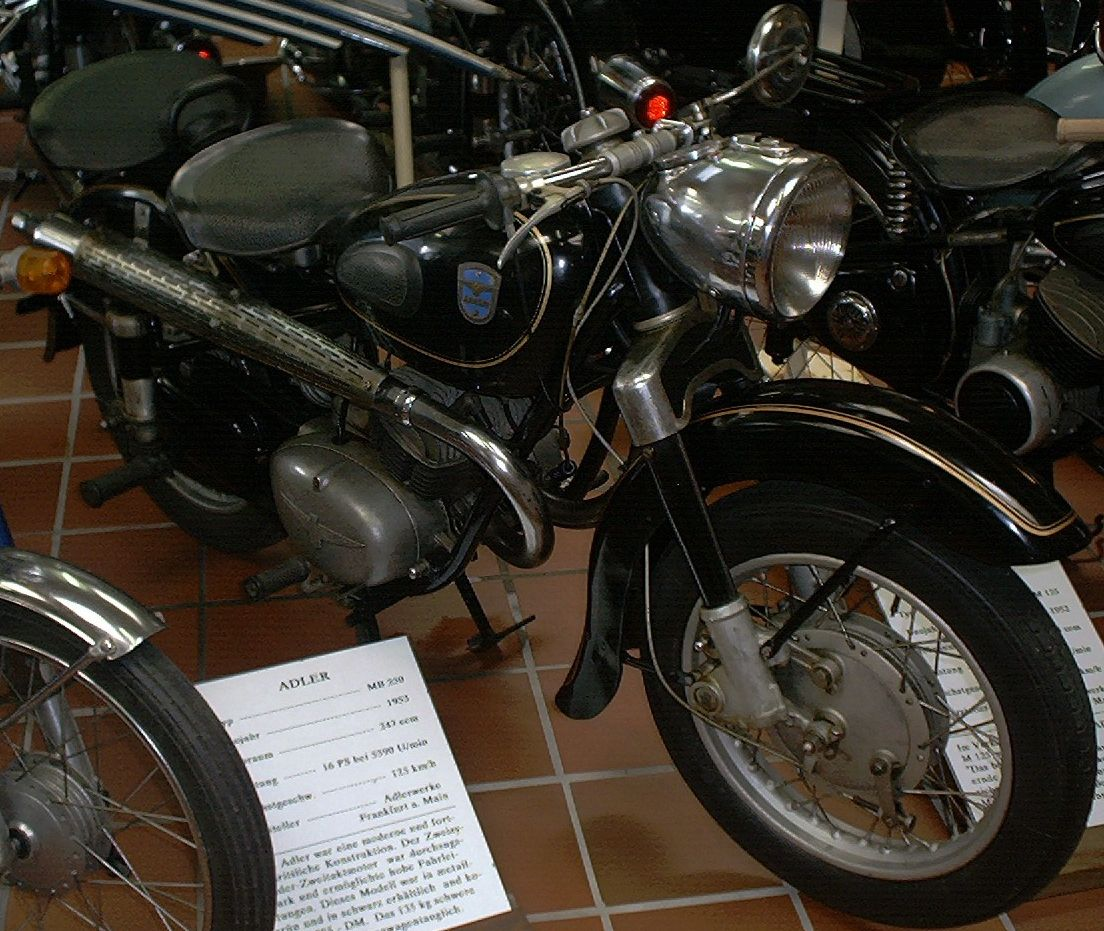
1953年型MB250
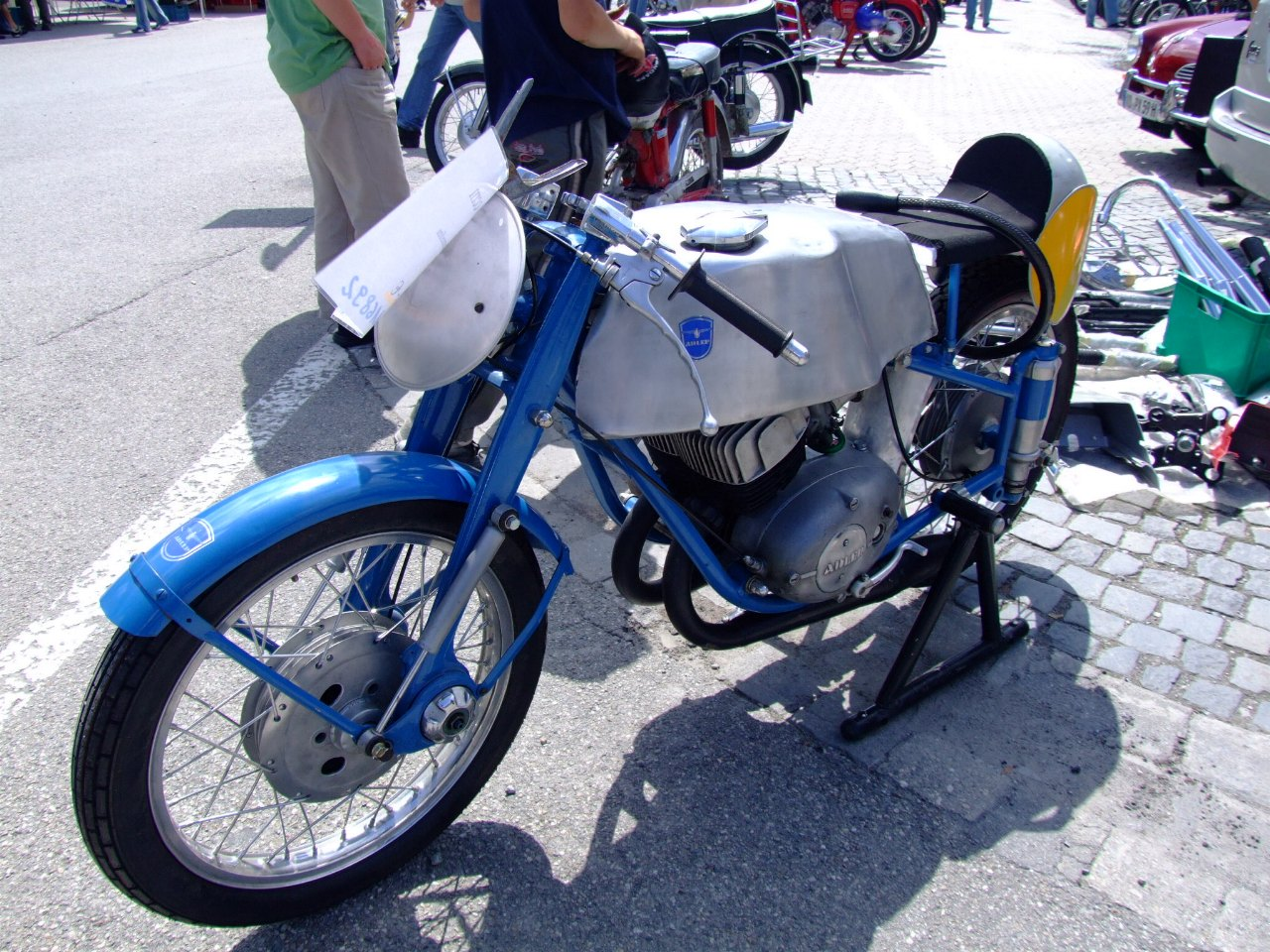
1953年型RS250

### その他

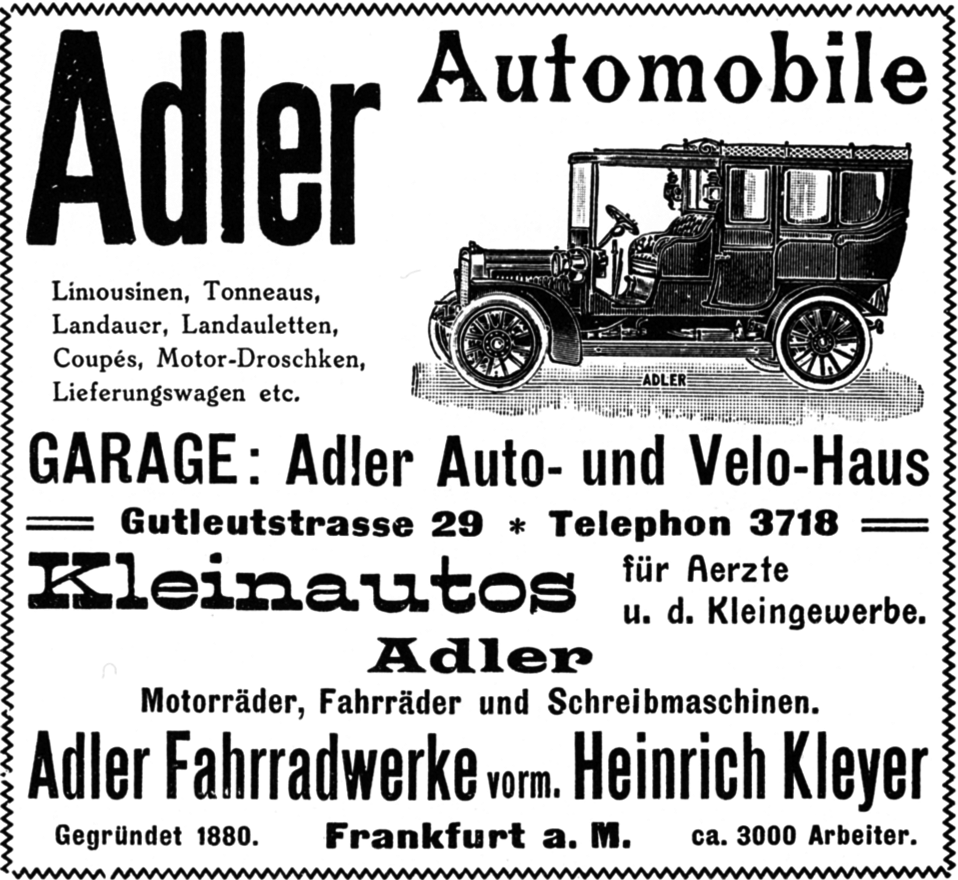
アドラーの広告（1907年）
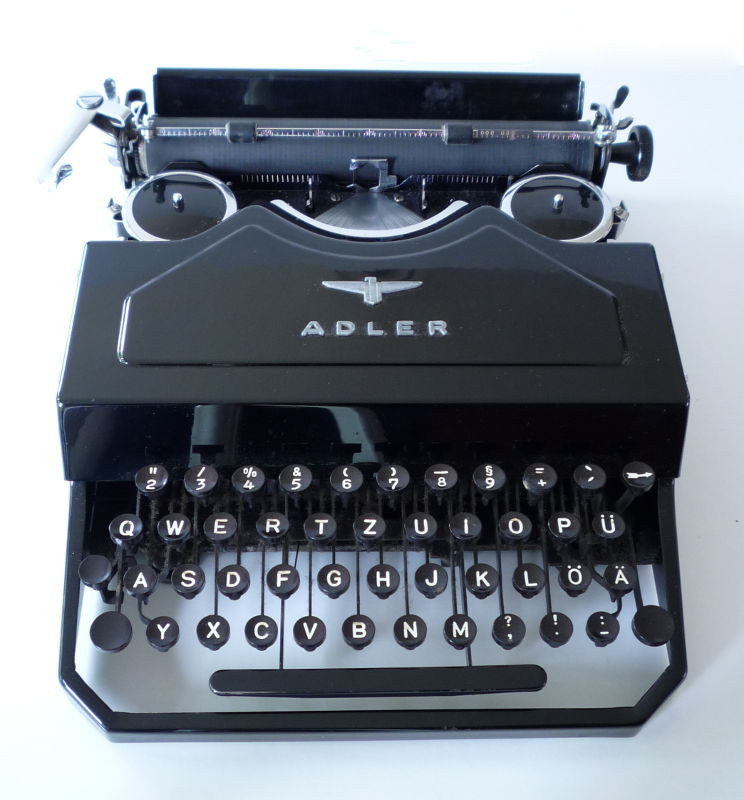
1930年代のアドラー製タイプライター

## 外部サイト
- ADLER Motor Veteranen Club（ドイツ語）